# Reserva de la biosfera de Babia

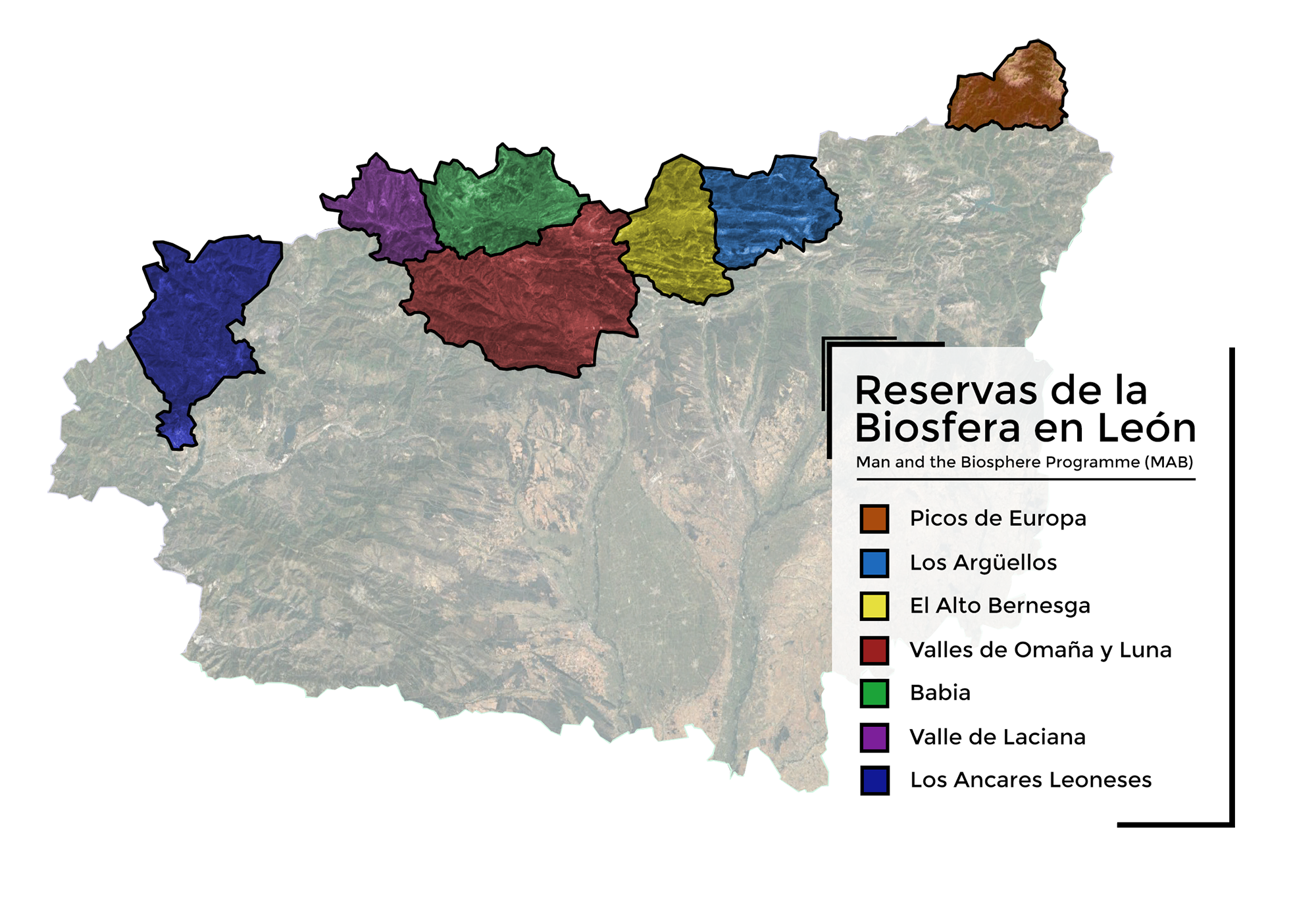
León atesora la mayor concentración de Reservas de la Biosfera en el mundo con cerca del 17% del territorio declarado.

La Reserva de la Biosfera de Babia engloba la comarca de Babia, provincia de León, comunidad autónoma de Castilla y León, España. Creada en el año 2004, ocupa 38.018 hectáreas que pertenecen a los municipios de Cabrillanes y San Emiliano. Se trata de una de las reservas que en el futuro compondrán la Gran Reserva de la Biosfera Cantábrica.

## Descripción

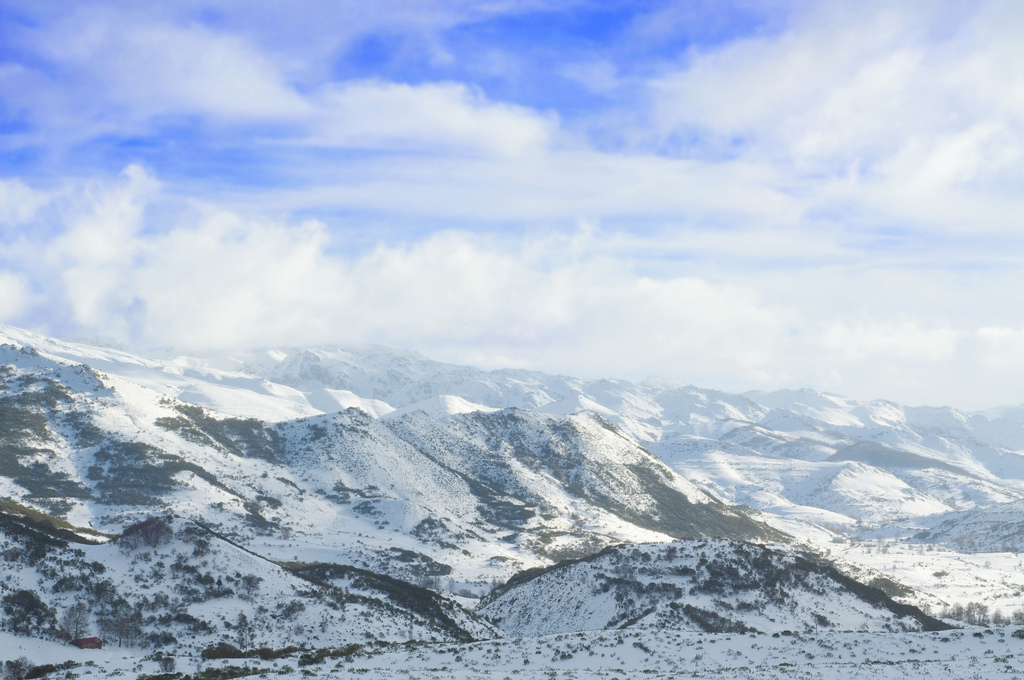
La comarca de Babia nevada.

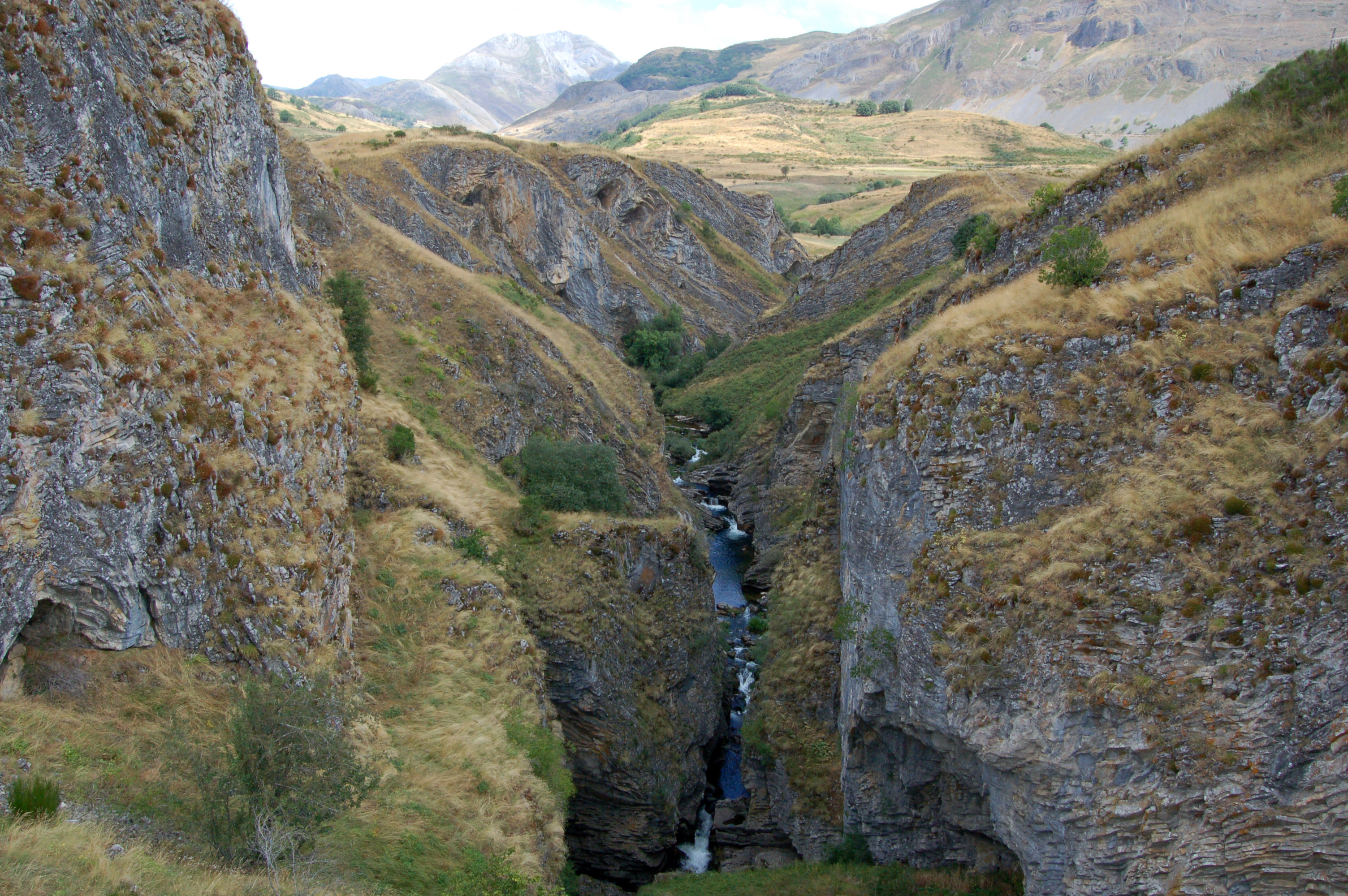
Vista desde el puente de las palomas, sobre el río Sil.

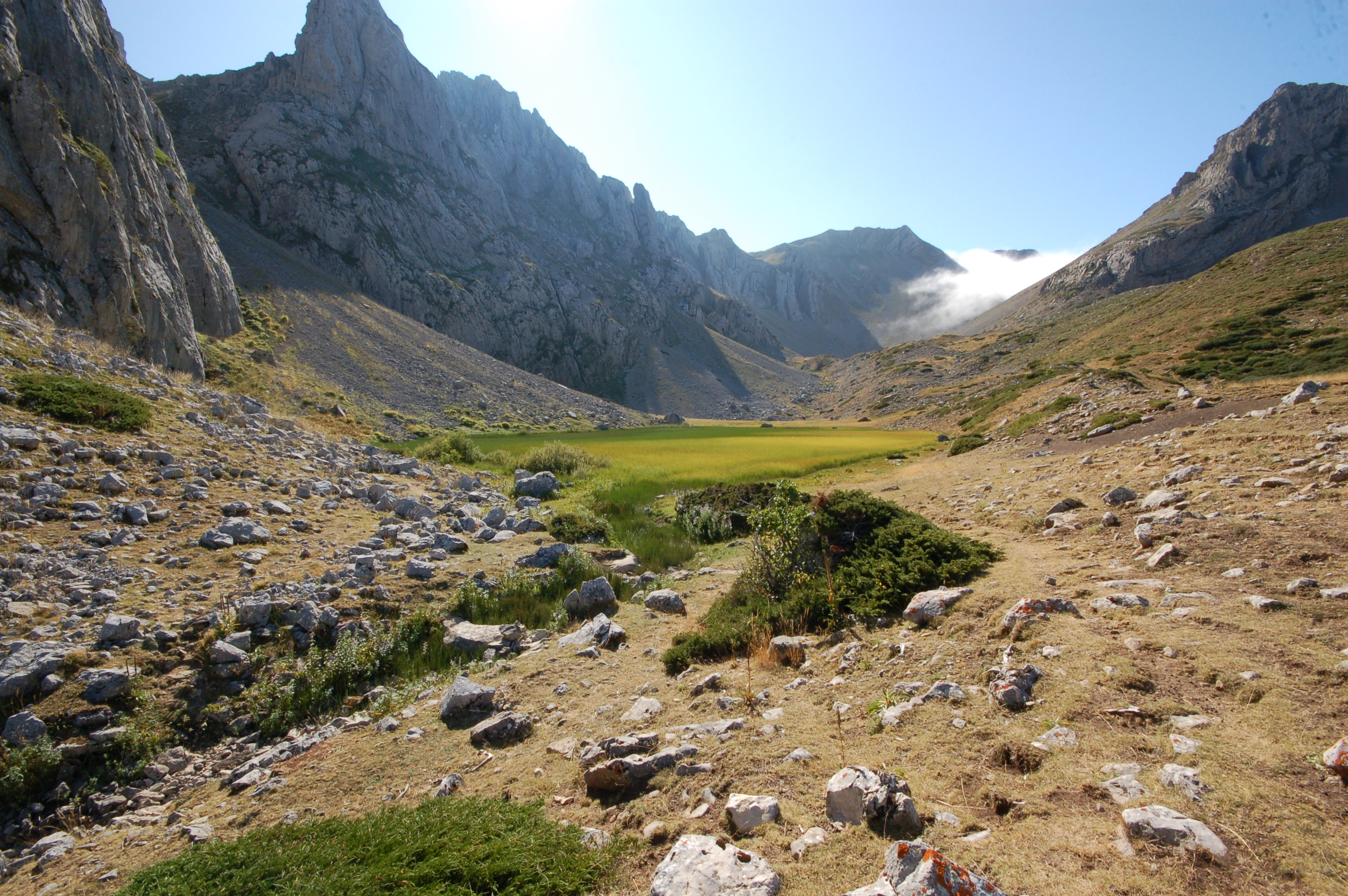
Laguna de los verdes.

Localizada en la comarca de Babia, al noroeste de la provincia de León, se encuentra delimitada al norte por una línea de cumbres, entre las que destacan, por su altitud superior a los 2.000 metros los picos de Peña Ubiña, Alto Rosapero y Picos Blancos. Mientras, el borde meridional está constituido por un borde montañoso en el que destaca el pico La Cañada, de 2.154 metros de altura.
La topografía de la comarca se caracteriza por tanto por estos dos bordes montañosos y por una zona plana entre las dos que se encuentra a una altitud de entre 1.100 y 1.300 m s. n. m. En esta área se encuentran los valles de los ríos Río Sil y Luna y donde se concentran la mayoría de núcleos de población de la comarca.

## Flora y fauna
La flora de la reserva incluye numerosas especies endémicas de la península ibérica, algunas de las cuales solo se encuentran en la comarca babiana, como la Saxifraga babiana o la Centaurea janeri ssp. babiana. La flora esta íntimamente ligada a las actividades humanas, en particular a la ganadería extensiva, que ha modelado el paisaje de la comarca durante siglos; tanto es así, que el mayor número de especies endémicas se encuentra en los extensos pastos.
La reserva alberga un conjunto de especies singulares, entre las que debemos destacar tres, el oso pardo, que se encuentra en peligro de extinción, la perdiz pardilla y la liebre del piornal. Además de estas, hay un buen número de aves, una rica representación de especies de murciélagos y unos ríos en buen estado de conservación que sostienen un amplio número de especies de peces.

## Ocupación humana
La reserva se encuentra poblada durante todo el año por 1.666 personas todo el año, cifra que se incrementa durante la época estival y días festivos por la afluencia turística a la comarca. Esta población se encuentra distribuida en 28 poblaciones, entre los que destaca Piedrafita de Babia, por ser el núcleo de mayor tamaño.
Los efectos de la ocupación humana son especialmente apreciables en la zona central de la comarca, donde el paisaje ha sido moldeado por la ganadería que ha dado paso a extensos pastos y es donde están presentes la mayoría de infraestructuras de transporte. El turismo, de baja intensidad, no ha provocado grandes alteraciones al medio natural.